# Птеридин
Птеридин — химическое соединение, состоящее из пиримидинового и пиразинового гетероциклических колец. Птеридинами также называют группу гетероциклических соединений, производных птеридина. Птерин и флавины — это биологически активные производные птеридина.

## Физические свойства
Птеридин представляет собой светло-жёлтое кристаллическое вещество, растворимое в воде и этаноле. Растворы птеридина в нейтральной и щелочной среде флуоресцируют при действии УФ-излучения.

## Химические свойства
Молекула птеридина имеет π-электронодефицитную ароматическую структуру. В силу значительной электронодефицитности птеридин не вступает в реакции электрофильного замещения, но легко реагирует с O-, S-, N-, C-нуклеофильными реагентами.